# Salud, dinero y amor
Salud, dinero y amor es una telenovela mexicana emitida en 1997 y 1998, producida para Televisa por el productor Emilio Larrosa como secuela de El premio mayor. Fue protagonizada por Carlos Bonavides, Itatí Cantoral y Eduardo Santamarina; con las actuaciones antagónicas de Frances Ondiviela, Martha Julia, Maribel Fernández, Héctor Suárez Gomís, Laura Forastieri y el primer actor Sergio Klainer y contando además con las participaciones de Mónica Dossetti, Arath de la Torre, Óscar Vallejo y Dinorah Cavazos.

## Argumento
Ha pasado un año desde los últimos sucesos vistos en El premio mayor. Huicho Domínguez está en la cúspide de su fortuna y vulgaridad, casado con la sensual y ambiciosa Consuelo y viviendo en la paradisíaca ciudad de Acapulco. Aunque a ratos lamenta la muerte de su hija Rosario, el que sus hijos Luis Gerardo, Pepe, Quique y Concepción se alejasen definitivamente de él y la muerte de Rebeca, su primera esposa, la cual murió junto con su esposo Lorenzo en un accidente aéreo.
En un casino en Las Vegas, Huicho conoce al Dr. Jorge Miguel Fontanot y a su bella esposa Adriana. Huicho intenta seducir a esta refinada mujer, pero ella delicadamente lo rechaza.
Adriana y Jorge Miguel son un matrimonio estable y amoroso, y ella adora a su marido, aunque no hasta a punto de confesarle que a los 16 años tuvo una hija que le fue arrebatada por su padre, culpa que la atormenta en todo momento. En cuanto a Jorge Miguel, el presta sus servicios gratuitamente en el Hospital General Xoco dado que siempre lo invade el recuerdo que pudo haber salvado a su madre de la muerte si se hubiera dado cuenta a tiempo de su enfermedad.
Mientras tanto, en un humilde barrio de la capital vive Estrella, una muchacha buena, pero muy pobre y abusada por su madre, la brutal "Condesa", quien en realidad es su madre adoptiva, ya que ella es una mujer estéril y guarda un oscuro secreto sobre el origen de la joven.
Estrella es novia del humilde Pancho y amiga de la buena Leticia, pero su belleza atrae el interés del perverso Tacubayo, un temible y despiadado criminal del barrio. Un día, la Condesa ve a Huicho en un noticiario y lo reconoce, ya que él es su medio hermano. 
Ni corta ni perezosa, La Condesa parte a Acapulco arrastrando a Estrella. Pero al llegar Huicho no está nada contento con estas nuevas parientes y las pone a trabajar de sirvientas, e inventan un cuento para justificar su reencuentro con ellas.
Pero Huicho es víctima de un complot por parte de un gran enemigo suyo, el Dr. Damian Zárate. Él odia a Huicho porque éste compró acciones en el hospital donde trabajaba dejándolo en quiebra, por lo cual manejando ebrio por la depresión tuvo un accidente y perdió a su esposa, por lo que éste jura vengarse de Huicho. Por esta razón el se une a Agustín, que trae como resultado a Huicho su bancarrota y ruina absoluta además de pasar una temporada en prisión, donde se ganó como enemigo en la penitenciaria al Tacubayo que fue arrestado por un complot de la China y Pancho, el cual abusa y golpea constantemente a Huicho, mientras que Jorge Miguel pierde a su esposa en un accidente automovilístico causado por él mismo. En el accidente cayeron al agua Adriana y su amiga Dalila, la cual salvó la vida de Adriana dándole respiración de boca a boca.
Días después Agustín engaña a Huicho haciendo que la policía crea que Huicho robó dinero a la municipalidad mexicana. Consuelo al saber que Huicho fue a la cárcel es llevada por Agustín a la casa de Damián Zarate, quien resulta ser el doctor de Adriana. Dalila no está tan herida como para ser atendida en el hospital en el que trabaja Jorge Miguel, quien también fue ingresado porque perdió mucha sangre. Dalila quiere someterse a una cirugía plástica para tener el rostro de Adriana, ya que ama locamente a Jorge Miguel y quiere hacerle creer que es Adriana y que sobrevivió al accidente. Pero Dalila se mete al cuarto de Adriana y le revela sus planes, y Adriana se defiende con bisturí, asesinando a Dalila. Estrella se enamora de Jorge Miguel salvándole la vida ya que se quería matar porque creía que Adriana estaba muerta pero ella lo salva. Pancho, enterándose de que Estrella ama a Jorge Miguel, se pelea con ella. 
Cuando Huicho consigue salir de la cárcel, se encuentra sumergido en la miseria y es acogido junto a su familia en la casa de Estrella. El Dr. Zárate no contento con la bancarrota de Huicho, planea una ridícula venganza obligando a Adriana a que seduzca a Huicho para abandonarlo después. Adriana forzada acepta jugar a seducir a Huicho, para después dejarlo, y esta se le vuelve a presentar en el camino a Jorge Miguel, el cual se enamoró profundamente de Estrella, y entre ambas surge una mortal rivalidad. Más tarde, el Tacubayo viola a Estrella, y Pancho al enterarse de esto rompe su compromiso con ella, ya que no soporta saber que ella ya no es virgen. Durante esos tiempos difíciles, ella recibe el apoyo de Huicho y de Jorge Miguel para reponerse. La China es asesinada por El Tacubayo, que también mata a Pancho tiempo después por no revelar el paradero de Estrella.
Adriana fruto de la leucemia que padecía, recae, y solo podía ser salvada por el plasma de la hija que había perdido. La Condesa tenía un secreto: que Adriana era la madre de Estrella, al final se entera de esto y Estrella le hace el trasplante de plasma salvando la vida de Adriana, olvidando sus viejos odios. Pero la Condesa, en estado de ebriedad, afirma en Navidad que Estrella no es la hija de Adriana, y que la verdadera hija de Adriana murió a los pocos días de nacida y que ella adoptó a Estrella para seguir cobrando la pensión que el padre de Adriana le daba por la niña.
Huicho una vez de nuevo en la pobreza, es objeto de burlas y desmanes de sus enemigos. Pero logra reponerse animica y psicológicamente; empieza a ver los aspectos positivos de la vida, se da cuenta de que lo más importante es el valor de la familia, que el dinero no compra la verdadera felicidad. Pero más importante, de que el hecho de que se haya olvidado de su origen humilde y de la gente del pueblo que tanto pisoteó cuando ostentaba riqueza, volviendo a trabajar como vendedor ambulante sin sentir vergüenza de eso con tal de sacar adelante a su familia. Cuando el ya había aceptado su nueva vida, como todo en su vida recibe un golpe de suerte tanto en dinero como en amor, la familia Montiel aparece en su vida, después que al Sr. Montiel murió a manos del Tacubayo por órdenes de su consejero Ismael Covarrubias; el mando lo asume su esposa, la cual contacta a Huicho por sugerencia de su esposo en su lecho de muerte. Ahí le indicá que era su asesor financiero y que en su momento lo hizo ganar mucho dinero, lo cual logra salvar la fortuna de Huicho, lo que lo lleva a recuperar su antigua mansión y parte de su fortuna. Esto también lo lleva a conocer a Mercedes, una bailarina exótica y madre de dos pequeños niños la cual tiene un pasado oscuro. Años antes mantuvo una relación de adulterio con otro hombre por el cual uno de sus hijos fue producto de esa relación provocando que Pedro, su exmarido, asesinara a su amante. Al ser arrestado, Pedro juro vengarse de ella por lo que ella vive en constante miedo de que este al salir de prisión cumpla con su amenaza y secuestre a sus hijos. Al salir de la cárcel, Pedro logra secuestrar a los niños, pero Huicho y Cosme logran rescatarlos y así mismo logran refundir a pedro nuevamente en prisión, por lo cual Huicho consigue ganarse el cariño de los niños,y el agradecimiento de Mercedes. Así mismo, Huicho logra enamorar a esta mujer que antes sentía repulsión por el, dada su fama de millonario vulgar e inescrupuloso. Pero Mercedes logra ver el lado humano y sentimental de Huicho, llegando a enamorarse profundamente de él.
Adriana al intentar escapar de la casa del Dr. Zárate provoca un incendio, creyendo que había matado al Dr. Zárate, pero este sigue vivo y solo sufrió severas quemaduras en las manos y el rostro, imposibilitándole ejercer la profesión de médico cirujano al quedar deshechas, ahí es cuando el amigo de Zárate mata a la prima de Adriana en complicidad con la ama de llaves de su mansión, e intenta matar a Adriana y a Jorge Miguel queriendo empujarlos de un mirador, pero Jorge Miguel logra esquivarlo, y el Dr. Zárate está a punto de caer, pese a que Jorge Miguel intenta salvarlo, el guante de Zárate resbala y este cae al precipicio perdiendo la vida. Agustín y Consuelo son llevados a la cárcel por las fechorías ante Huicho y por su antigua labor de estafar a millonarios y dejarlos en la bancarrota. El Tacubayo secuestra a Estrella para obligarle a casarse con él, ésta es rescatada por Jorge Miguel y por Federico Montiel, su pretendiente. Ambos son hostigados por el Tacubayo, pero en un forcejeo, Jorge Miguel logra matar al Tacubayo, poniendo fin a una gran ola de crímenes e injusticias perpetuados por este.
Estrella se queda con Jorge Miguel y deciden casarse, Adriana se vuelve a encontrar con Felipe, el padre de su hija perdida y deciden darse una oportunidad tras la negativa de Jorge Miguel de continuar junto a Adriana, Huicho y Mercedes se casan haciendo un nuevo hogar junto a los hijos de esta y la familia de Huicho (Quique, Doña Anita, Estrella, malena y la Condesa), Huicho vuelve a contratar a su antiguo personal de servicio y recibe la llamada de sus hijos Luis Gerardo y Pepe que lo perdonan y vuelven para vivir con él, Karla Gretta al resignarse a toda posibilidad de estar junto a su gran amor Huicho se queda con Federico Montiel para el gusto de su hermano Toby que considera que su hermana por fin se fija en alguien de su posición social y alcurnia y así logre olvidar al "rey de los nacos" como le decía a Huicho el cual Karla Gretta amará por siempre, el único punto trágico fue el que Malena, una muchacha de provincia que estaba profundamente enamorada de Pancho y se le entrega a este, estaba a punto de decirle que está embarazada de él, pero se lleva la amarga noticia de que Pancho fue asesinado por El Tacubayo. por lo cual esta decide salir adelante por su bebe  en nombre del gran amor que le tuvo a pancho.
Al final, Huicho empieza a realizar actos de caridad regalando juguetes y electrodomésticos a familias humildes, reservando su identidad, y jurando ser un hombre nuevo y caritativo.

## Elenco
- Itatí Cantoral - Estrella Pérez Jiménez
- Eduardo Santamarina - Dr. Jorge Miguel Fontanot
- Carlos Bonavides - Luis 'Huicho' Domínguez López
- Frances Ondiviela - Adriana Rivas Cacho de Fontanot
- Sergio Klainer - Dr. Damián Zárate
- Maribel Fernández - Celia 'La Condesa' Jiménez Vda. de Pérez
- Martha Julia - Consuelo Flores de Domínguez / de Zárate
- Mónica Dossetti - Karla Greta Reyes Retana y de las Altas Torres
- Héctor Suárez Gomís - 'El Tacubayo'
- Arath de la Torre - Francisco José 'Pancho' Martínez
- Laura Forastieri - Dalilah
- Dinorah Cavazos - Leticia 'La China' Martínez
- Leonor Llausás - Doña Anita López de Domínguez
- Óscar Vallejo - Enrique 'Quique' Domínguez Molina
- Sergio DeFassio - Cosme Gutiérrez
- Ricardo Silva - Agustín Villagrán
- Alfonso Mier y Terán - Tobi Reyes Retana y de las Altas Torres
- Magdalena Cabrera - Fulgencia Pérez
- Claudia Vega - Mercedes / Edwina
- Alberto Mayagoitia - Federico Montiel
- Guillermo García Cantú - Felipe
- Kitty de Hoyos - María Cristina de Montiel
- Gustavo Rojo - Don Federico Montiel
- Tania Prado - Malena Sánchez
- Sharis Cid - Lidia Rivas Cacho
- Anghel - Etelvina
- José Luis Rojas - Hipólito 'Cachito'
- Samuel Gallegos - 'El Darvader'
- José María Calvario - 'El Cacahuate'
- Paola Flores - Rufina
- Radamés de Jesús - Giorgio
- Consuelo Duval - Carolina
- Alea Yolotl - Juventina
- Laura León
- Gabriela Arroyo - Reina Sánchez de Reyes Retana
- Irina Areu - Tracy Smith
- Antonio Escobar - Rodrigo
- Fernando Manzano - 'El Hidráulico'
- Rodolfo de Alejandre - 'Pollo'
- Sylvia Valdés - Ruperta
- José Antonio Iturriaga - Nemesio
- Arturo Muñoz - Pedro
- Miguel Serros - Tony
- Nelly Horsman - Madre de Jorge Miguel
- Manola Diez - Lorena
- Joana Brito - Madre Superiora
- Sheyla - Sor Dominga
- Marichelo - Sor Inés
- Mónica Riestra - Secretaria de agencia de ropa interior
- Julio Mannino - Ricardo
- Enrique Hidalgo - Doctor Cabrera
- Andrea Torre - Adriana Rivas Cacho (Adolescente)
- Rubén Morales - Padre de Adriana
- Odemaris Ruiz - Estrella Pérez (Niña)
- Genoveva Pérez - Refugio
- Polo Salazar - Cobarrubias
- Perla Jasso - Claudia
- Bobby Larios - Sebastián
- Juan Ángel Esparza - Eugenio
- Adriana Rojo - Trabajadora Social
- Eduardo Cuervo - Daniel
- Jackeline Arroyo - Amante de Huicho
- Mayra Murrieta - Esperanza
- Ingrid Martz - Ingrid Sandoval
- Ivonne Montero - Ivonne Sánchez

## Equipo de producción
- Idea original: Emilio Larrosa
- Escritores: Alejandro Pohlenz, Saúl Pérez Santana
- Edición literaria: Saúl Pérez Santana
- Tema musical: Salud, dinero y amor
- Autores: Emilio Larrosa, Lorena Tassinari
- Intérprete: Lorena Tassinari
- Ambientación: Guadalupe Frías
- Escenografía: José Luis Gómez Alegría
- Director de arte: Ignacio Lebrija
- Diseño de vestuario: Juan Antonio Martínez, Gabriela Jaramillo
- Musicalizador: José de Jesús Ramírez
- Edición: Adrián Frutos Maza, Juan Carlos Frutos
- Gerencia administrativa: Elizabeth Olivares
- Coordinación de producción: Saúl Ibarra, Héctor Villegas
- Jefe de locaciones: Sergio Sánchez
- Director de cámaras en locación: Roberto Zamora Soldevilla
- Coordinación artística: Rodrigo Ruiz
- Gerente de producción: Lourdes Salgado
- Productor asociado: Arturo Pedraza Loera
- Director de escena en locación: José Ángel García
- Director de cámaras y escena en locación: Alfredo Tappan
- Director de cámaras: Luis Monroy
- Director de escena: Salvador Garcini
- Productor: Emilio Larrosa

## Premios y nominaciones

### Premios TVyNovelas 1998
| Categoría     | Nominado(a)         | Resultado |
| ------------- | ------------------- | --------- |
| Mejor villano | Héctor Suárez Gomís | Ganador   |